# Internationale Filmfestspiele Berlin 2001
Die 51. Internationalen Filmfestspiele Berlin fanden vom 7. Februar bis zum 18. Februar 2001 statt.

## Preisträger
Der Goldene Bär ging an das Erotikdrama Intimacy des französischen Regisseurs Patrice Chéreau. Im Programm des offiziellen Wettbewerbs stellten sich außerdem beispielsweise Lasse Hallström Romantikdrama Chocolat – Ein kleiner Biss genügt und Steven Soderberghs Traffic – Macht des Kartells dem Urteil der internationalen Jury. Der Silberne Bär in der Kategorie „Großer Preis der Jury“ ging an Wang Xiaoshuai für Beijing Bicycle, ein Remake des italienischen Filmklassikers Fahrraddiebe. Lin Cheng-sheng erhielt für Feuerrote Blüten den Silbernen Bär für die „Beste Regie“. Kerry Fox wurde für ihre Darstellung in Intimacy als „Beste Schauspielerin“ ausgezeichnet, Benicio del Toro für Traffic – Macht des Kartells als „Bester Schauspieler“. Während der Silberne Bär als Preis der Jury an die dänische Regisseurin Lone Scherfig für ihren Dogma-Film Italienisch für Anfänger ging, gewann der Kameramann Raúl Pérez Cubero für You’re the One (una historia de entonces) den Preis für eine herausragende künstlerische Leistung.
Für sein Lebenswerk wurde der US-amerikanische Schauspieler Kirk Douglas mit dem Goldenen Ehrenbären ausgezeichnet. Während des Festivals wurde eine Auswahl seiner besten Film gezeigt.
Mit dem Publikumspreis in der Sektion Panorama wurde der Film Berlin is in Germany von Hannes Stöhr ausgezeichnet. Den „Teddy Award“ erhielt John Cameron Mitchells Hedwig and the Angry Inch. Der Film Forbidden Fruit von Beate Kunath, Sue Maluwa Bruce und Yvonne Zückmantel wurde mit dem Preis der Teddy-Jury ausgezeichnet. Der Festivalleiter Moritz de Hadeln wurde in seinem letzten Jahr als Leiter des Festivals mit einem Ehren-Teddy-Award ausgezeichnet. Der Gläserne Bär wurde dem britischen Fußballfilm Nur Mut, Jimmy Grimble verliehen.

## Jury
Präsident der Jury war William M. Mechanic. Unter seiner Führung wählten folgende Jurymitglieder die Preisträger aus: Jacqueline Bisset (England), Diego Galán (Spanien), Kyoko Hirano (Japan), Fatih Akin (Deutschland), Dario Argento (Italien), Fei Xie (VR China), Héctor Babenco (Brasilien) und Dominique Blanc (Frankreich).

## Wettbewerb
Im offiziellen Wettbewerb wurden in diesem Jahr folgende Filme gezeigt:
| Titel                                              | Regie                | Produktionsland                                  |
| Die Ahnungslosen (Le fate ignoranti)               | Ferzan Özpetek       | Italien, Frankreich                              |
| Beijing Bicycle (Shiqi sui de dan che)             | Wang Xiaoshuai       | Taiwan, Volksrepublik China                      |
| La Ciénaga – Morast (La Ciénaga)                   | Lucrecia Martel      | Argentinien, Frankreich, Spanien                 |
| Chocolat – Ein kleiner Biss genügt (Chocolat)      | Lasse Hallström      | Großbritannien, USA                              |
| Félix et Lola                                      | Patrice Leconte      | Frankreich                                       |
| Feuerrote Blüten (Ai ni ai wo)                     | Lin Cheng-sheng      | Taiwan, Frankreich                               |
| Forrester – Gefunden! (Finding Forrester)          | Gus Van Sant         | USA                                              |
| Intimacy                                           | Patrice Chéreau      | Frankreich, Großbritannien, Deutschland, Spanien |
| Inugami                                            | Masato Harada        | Japan                                            |
| It’s Showtime (Bamboozled)                         | Spike Lee            | USA                                              |
| Italienisch für Anfänger (Italiensk for begyndere) | Lone Scherfig        | Dänemark, Schweden                               |
| Joint Security Area (Gongdong gyeongbi guyeok JSA) | Park Chan-wook       | Südkorea                                         |
| Kuroe                                              | Gō Rijū              | Japan                                            |
| Little Senegal                                     | Rachid Bouchareb     | Algerien, Frankreich, Deutschland                |
| Meine Schwester (À ma soeur!)                      | Catherine Breillat   | Italien, Frankreich                              |
| My Sweet Home                                      | Fillipos Tsitos      | Griechenland, Deutschland                        |
| Das Reich und die Herrlichkeit (The Claim)         | Michael Winterbottom | Großbritannien, Frankreich, Kanada               |
| Der Schneider von Panama (The Tailor of Panama)    | John Boorman         | USA, Irland                                      |
| Traffic – Macht des Kartells (Traffic)             | Steven Soderbergh    | USA                                              |
| Weiser                                             | Wojciech Marczewski  | Polen, Schweiz, Deutschland                      |
| Wit                                                | Mike Nichols         | Großbritannien, USA                              |
| You’re the one (una historia de entonces)          | José Luis Garci      | Spanien                                          |
| Der Zauber von Malèna (Malèna)                     | Giuseppe Tornatore   | Italien                                          |